# A66高速公路
A66高速公路是法国的一条高速公路，全长38千米，于2002年建成通车。A66始于Villefranche de Lauragais，终于帕米耶，与A61高速相连。A66也是欧洲E9公路的一部分。